# Bocche del Drago
Le Bocche del Drago sono il nome di quattro stretti che separano il Golfo di Paria dal Mar dei Caraibi.
Procedendo nell'ordine da ovest verso est, i quattro stretti, detti Bocas, sono:
- Boca Grande che separa l'isola di Chacachacare, facente parte di Trinidad e Tobago, dalla penisola venezuelana di Paria.  Il confine tra il Venezuela e Trinidad e Tobago si articola lungo questo stretto.
- Boca de Navios che separa le isole trinidadiane di Chacachacare e di Huevos.
- Boca de Huevos che separa le isole trinidadiane di Huevos e di Monos.
- Boca de Monos che separa l'isola di Monos dalla penisola nord-occidentale di Trinidad spesso identificata con la sua principale città, Chaguaramas.